# 里奥阿苏尔
里奥阿苏尔是巴西巴拉那州的一个市镇。总面积629.739平方公里，总人口13702人，人口密度21.8人/平方公里。